# Portner von Augsburg (Adelsgeschlecht)

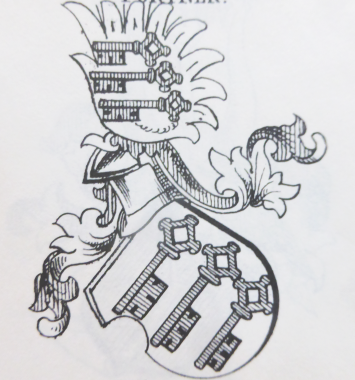
Wappen der Portner von Augsburg mit drei Schlüsseln

Die Portner von Augsburg sind eine von mehreren Familien in Bayern mit dem Namen Portner. Der Familienname leitet sich von porta (lat. Tür) ab und deutet auf einen Torwächter hin; diese Aufgabe kommt auch in dem Wappen der Familie mit den drei Schlüsseln zum Ausdruck.
Die Portners waren Augsburger Erbportner (= Wächter der Stadttore), die von ihnen eingesetzten Unterportner wurden von der Stadt bezahlt. Als fürstliche Stadtpfleger genannt werden Johannes (1323) und Heinrich Portner (1324). Heinrich der Ältere verkaufte 1348 die Herrschaft Wellenburg. Letzterer wurde 1349 mit seinem Sohn aus der Stadt verwiesen. Ein Heinrich Portner ist 1392 Landvogts-Verwalter zu Augsburg, er hatte zwei Söhne Peter und Heinrich. Peter Portner wird 1420 erwähnt; er wurde damals wegen Totschlags geächtet. In den folgenden Jahren müssen beide Heinriche schwören, die Stadt und deren Umkreis bis auf drei Meilen lebenslänglich zu meiden.
Aber auch in Regensburg gab es eine Patrizierfamilie mit diesem Namen; deren erstes bekanntes Mitglied war um 1130 ein Oudalric de Pergetor (auch als De Porta, ante portam oder juxta Porta bezeichnet) war. Diese Familie stellte zeitweise den Regensburger Bürgermeister, starb aber 1313 mit einem Albert Portner aus. Bemerkenswert ist, dass auch die Regensburger Familie ein Wappen mit den drei Schlüsseln in einem silbernen Schilde führte. Dieses Geschlecht ist nicht mit den anderen oberpfälzer Portnern verwandt, die als Betreiber von Eisenhämmern bekannt wurde.